# Meterana vitiosa
Meterana vitiosa là một loài bướm đêm trong họ Noctuidae.